# Maria de Grebber
Maria de Grebber (Haarlem, 1602 - Enkhuizen, 1680), era una pintora del siglo de oro neerlandés, especializada en edificios y perspectiva.

## Biografía
Grebber era la hija del pintor Frans Pietersz. de Grebber y la hermana de Pieter de Grebber. Su padre tenía taller respetado en Haarlem en la década de 1620, donde enseñó a Judith Leyster y a sus propios hijos a pintar.
Maria de Grebber no fue la única mujer pintora en Haarlem. La primera en inscribirse en el Gremio de San Lucas de esta ciudad fue Sara van Baalbergen en 1631, y Judith Leyster era miembro en 1633. Ambas mujeres no pertenecían a una familia artística establecida en Haarlem, como ocurría con Maria. Ella trabajó en el taller familiar y por lo tanto no necesitaba la cualificación profesional para obtener ventas. Era siete años mayor que Leyster y al igual que Leyster y Baalbergen, contrajo matrimonio con un artista el ceramista Wouter Coenraetsz de Wolff. Su hija Isabelle de Wolff más tarde se casó con el pintor Gabriël Metsu.